# Pieter de Swart
Pieter de Swart (Breda, 1709 – circa 1772) was een Nederlands architect uit de 18e eeuw.
In Parijs kreeg Pieter de Swart, op voordracht en kosten van Willem IV, in 1745-1746 een opleiding bij meesterbouwer Jacques-François Blondel. Toen hij terug in Nederland kwam, was de bejaarde Daniël Marot (1661-1752) nog hofarchitect van Willem III. Ze werkten veel samen.

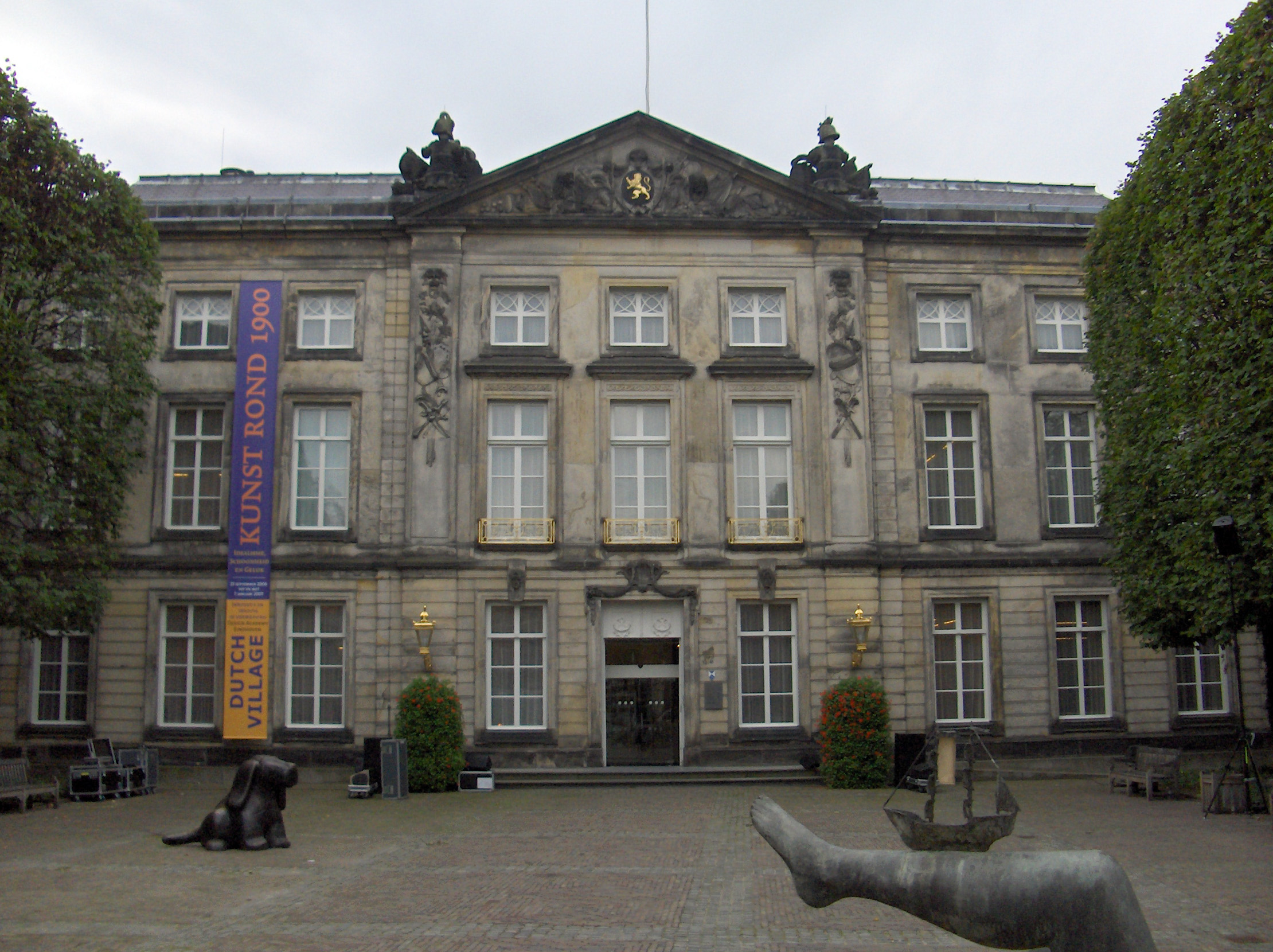
Het Militair Gouvernement in 's-Hertogenbosch, dat tegenwoordig in gebruik is als Noordbrabants Museum

## Hofarchitect
In 1747 steeg zijn aanzien toen Willem IV stadhouder werd en De Swart benoemde tot hofarchitect. Om de Vrede van Aken te vieren, ontwierp De Swart in 1749 een groots vuurwerk, dat in de Hofvijver werd ontstoken. Willem IV had meer monumentale plannen, onder andere om het Binnenhof te verbouwen, maar hij overleed in 1751. Na de dood van Willem IV werd De Swart ontslagen; niettemin mocht hij zich de "Architect des princen van Orange" blijven noemen.

## Zijn stijl
In Parijs, op de architectuurschool van J.F. Blondel, leerde De Swart te werken in de stijl van Louis XIV. Dit zette hij voort toen hij in Nederland terugkwam en veel met Marot samenwerkte. Toen deze in 1752 overleed, ontwikkelde hij zich verder in de stijl van Louis XV en werd zijn werk nog verfijnder.

## Werken

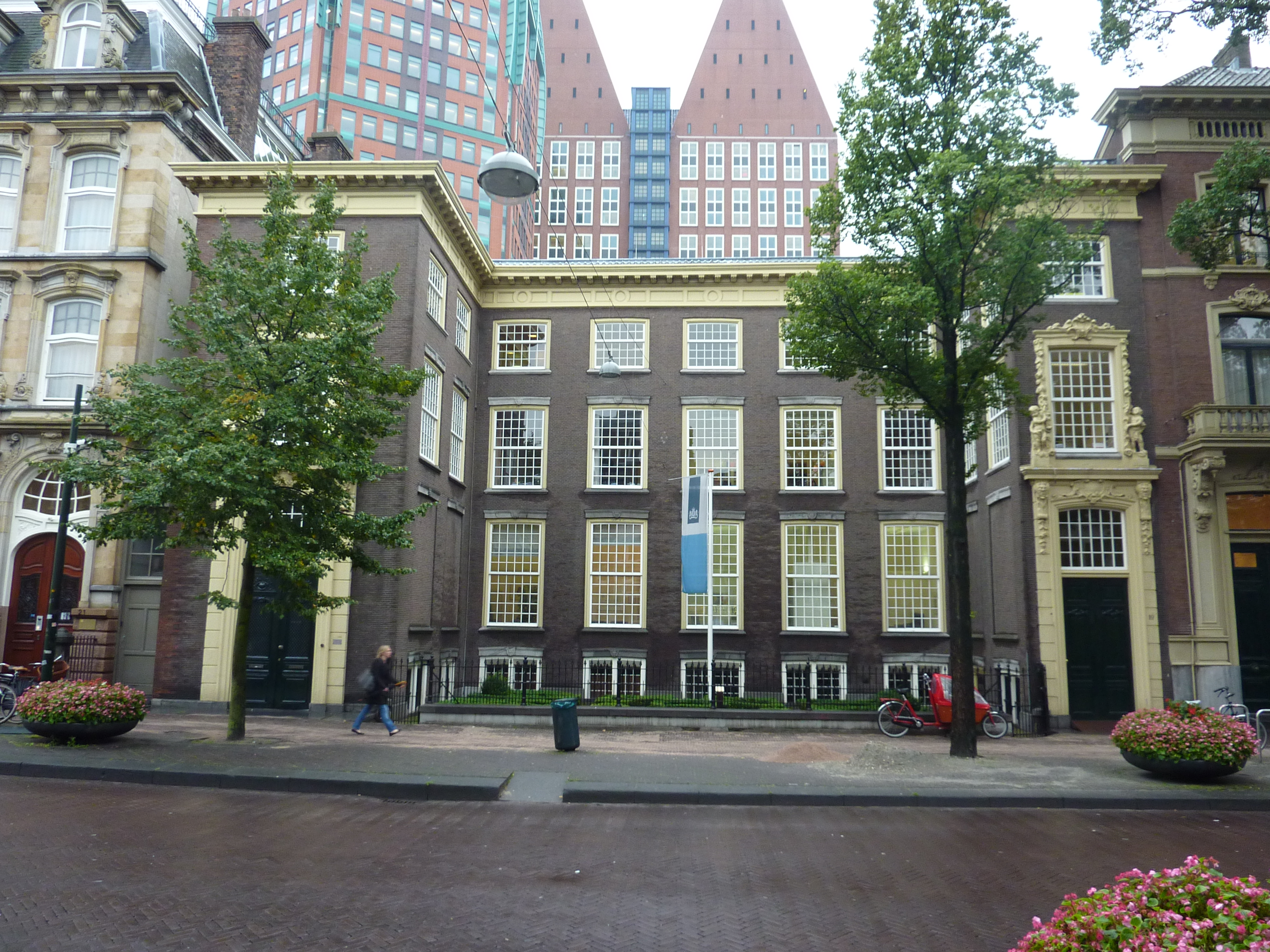
Huis van de familie Le Leu de Wilhem aan de Herengracht in Den Haag. In 1873 werd het pand gesplitst in twee woningen. Na lang te zijn gebruikt door het voormalige Kabinet van Nederlands-Antilliaanse Zaken, werd het in 2017 verbouwd tot luxe appartementen.

Door Pieter de Swart gebouwd onder andere:
- 1742: Landgoed Waterland in Wijkermeer.
- 1750: Stadspaleis voor de familie Le Leu de Wilhem aan de Herengracht 19 in Den Haag.[1]
- 1754: Het Spaansche Hof, Westeinde, Den Haag.[2]
- 1755: Lange Vijverberg 14 (nu Museum Bredius), 15 (nu Hoogsteder & Hoogsteder) en 16.
- 1759: Evangelische Lutherse kerk aan de Lutherse Burgwal.
- 1760: Paleis Lange Voorhout (nu Escher in Het Paleis), Lange Voorhout 74.
- 1761: Huis Huguetan, Lange Voorhout 34.
- 1766: Koninklijke Schouwburg, Korte Voorhout 3, als paleis voor Carel van Nassau Weilburg.
- 1768: Militair Gouvernement, nu Noordbrabants Museum, Verwersstraat 14, Den Bosch.
- 1770: Frederikskazerne in Den Haag; 1968 afgebroken.

Verder ontwierp De Swart een van de tien stadspoorten van Rotterdam, de Delftse poort. Negen poorten werden in de 19e eeuw gesloopt, zijn poort bleef bestaan, totdat zij zo werd beschadigd tijdens het bombardement, dat ze na de oorlog gesloopt werd.
In het Haags Historisch Museum werd in 1999 een tentoonstelling aan hem gewijd.